# دایکی نیشیوکا
دایکی نیشیوکا (انگلیسی: Daiki Nishioka؛ زادهٔ ۲۱ اوت ۱۹۸۸) بازیکن فوتبال اهل ژاپن است.